# Mariano Puerta
Mariano Puerta (Buenos Aires, 19 september, 1978) is een professionele Argentijnse tennisspeler.

## Biografie

### Tennis
In het begin van zijn carrière timmerde Puerta wel aan de weg, maar kwam hij niet tot aansprekende resultaten. Na een dopingschorsing vocht hij zich terug en kwam in 2005 beter uit de verf dan ooit tevoren. Als complete onbekende voor het grote publiek bereikte hij de finale van Roland Garros. Daarin verloor hij van de 19-jarige Spanjaard Rafael Nadal, nadat hij de eerste set gewonnen had in een tie-break.
Op het einde van het seizoen werd hij vanwege een aantal afzeggingen pas laat nog opgeroepen om te spelen op de prestigieuze Masters in Shanghai. Hij werd in de blauwe groep ingedeeld samen met (mede-Argentijn) Gastón Gaudio, Nikolaj Davydenko, Andre Agassi (die er na een wedstrijd de brui aan gaf) en Fernando González (als vervanger van Agassi).

### Doping
Bij een poging om tot de elite van het proftennis toe te dringen werd hij in 2003 betrapt op het gebruik van clenbuterol. Hij kreeg een schorsing van negen maanden opgelegd.
Op 21 december 2005 werd bekend dat Puerta na afloop van de verloren finale op Roland Garros positief werd bevonden bij de dopingtest. Puerta werd betrapt op etilefrine. Doordat hij in 2003 ook al op dopinggebruik was betrapt werd hij ditmaal voor acht jaar geschorst en kon hij zijn carrière vrijwel voorgoed vaarwel zeggen. Ook moest hij het prijzengeld van Roland Garros, zo'n 440.000 euro, inleveren.
Hij tekende beroep aan bij het Hof van Arbitrage voor Sport (CAS) in Lausanne tegen zijn ongekend lange schorsing. Met succes, want zijn schorsing werd ingekort tot twee jaar.

## Palmares
| Legenda                       | Legenda               |
| ----------------------------- | --------------------- |
| Grand Slam                    |                       |
| Olympische Spelen             |                       |
| tot 2009                      | vanaf 2009            |
| Tennis Masters Cup            | ATP Finals            |
| ATP Masters Series            | ATP Tour Masters 1000 |
| ATP International Series Gold | ATP Tour 500          |
| ATP International Series      | ATP Tour 250          |

### Enkelspel
| Nr.                  | Jaar              | Toernooi                | Ondergrond | Tegenstander in finale | Score                 | Details |
| -------------------- | ----------------- | ----------------------- | ---------- | ---------------------- | --------------------- | ------- |
| Gewonnen finales     |                   |                         |            |                        |                       |         |
| 1.                   | 11 oktober 1998   | ATP Palermo             | Gravel     | Franco Squillari       | 6-3, 6-2              | Details |
| 2.                   | 12 maart 2000     | ATP Bogota              | Gravel     | Younes El Aynaoui      | 6-4, 7-6(5)           | Details |
| 3.                   | 10 april 2005     | ATP Casablanca          | Gravel     | Juan Mónaco            | 6-4, 6-1              | Details |
| Verloren finales     |                   |                         |            |                        |                       |         |
| 1.                   | 16 augustus 1998  | ATP San Marino          | Gravel     | Dominik Hrbatý         | 2-6, 5-7              | Details |
| 2.                   | 27 februari 2000  | ATP Mexico-Stad         | Gravel     | Juan Ignacio Chela     | 4-6, 6-7(4)           | Details |
| 3.                   | 5 maart 2000      | ATP Santiago            | Gravel     | Gustavo Kuerten        | 6-7(3), 3-6           | Details |
| 4.                   | 16 juli 2000      | ATP Gstaad              | Gravel     | Àlex Corretja          | 1-6, 3-6              | Details |
| 5.                   | 23 juli 2000      | ATP Umag                | Gravel     | Marcelo Ríos           | 6-7(1), 6-4, 3-6      | Details |
| 6.                   | 13 februari 2005  | ATP Buenos Aires        | Gravel     | Gastón Gaudio          | 4-6, 4-6              | Details |
| 7.                   | 5 juni 2005       | Roland Garros           | Gravel     | Rafael Nadal           | 7-6(6), 3-6, 1-6, 5-7 | Details |
| Gewonnen challengers |                   |                         |            |                        |                       |         |
| 1.                   | 20 juli 1997      | Quito                   | Gravel     | Ramón Delgado          | 6-1, 7-5              |         |
| 2.                   | 19 april 1998     | Nice                    | Gravel     | Arnaud Di Pasquale     | 6-7, 6-4, 6-4         |         |
| 3.                   | 7 juli 2002       | Mantua                  | Gravel     | Potito Starace         | 6-3, 1-0, opgave      |         |
| 4.                   | 8 september 2002  | Brindisi                | Gravel     | Leonardo Azzaro        | 6-3, 7-6(2)           |         |
| 5.                   | 4 mei 2003        | Aix-en-Provence         | Gravel     | Rafael Nadal           | 3-6, 7-6(6), 6-4      |         |
| 6.                   | 22 augustus 2004  | Samarkand               | Gravel     | Pavel Snobel           | 6-1, 6-2              |         |
| 7.                   | 19 september 2004 | Teheran                 | Gravel     | Melle van Gemerden     | 6-3, 6-4              |         |
| 8.                   | 21 november 2004  | Santa Cruz de la Sierra | Gravel     | Franco Ferreiro        | 6-7(5), 6-4, 6-3      |         |
| 9.                   | 12 december 2004  | Guadalajara             | Gravel     | Nicolás Lapentti       | 6-0, 6-2              |         |
| 10.                  | 13 juni 2008      | Bogota                  | Gravel     | Ricardo Hocevar        | 7-6(2), 7-5           |         |

### Dubbelspel
| Nr.                                  | Jaar             | Toernooi    | Ondergrond | Partner         | Tegenstanders in finale           | Score            | Details |
| ------------------------------------ | ---------------- | ----------- | ---------- | --------------- | --------------------------------- | ---------------- | ------- |
| Gewonnen finales herendubbelspel     |                  |             |            |                 |                                   |                  |         |
| 1.                                   | 8 november 1998  | ATP Bogota  | Gravel     | Diego Del Río   | Gabor Koves Eric Taino            | 6-7, 6-3, 6-2    | Details |
| 2.                                   | 2 mei 1999       | ATP München | Gravel     | Daniel Orsanic  | Massimo Bertolini Cristian Brandi | 7-6, 3-6, 7-6    | Details |
| 3.                                   | 1 augustus 1999  | ATP Umag    | Gravel     | Javier Sánchez  | Massimo Bertolini Cristian Brandi | 3-6, 6-2, 6-3    | Details |
| Gewonnen challengers herendubbelspel |                  |             |            |                 |                                   |                  |         |
| 1.                                   | 13 juli 1997     | Cali        | Gravel     | Eduardo Medica  | Bernardo Martínez Marco Osorio    | 7-6, 7-5         |         |
| 2.                                   | 28 augustus 1997 | Genève      | Gravel     | Diego Del Río   | Guillaume Raoux Olivier Morel     | 6-3, 6-4         |         |
| 3.                                   | 21 juni 1998     | Zagreb      | Gravel     | Julián Alonso   | Eduardo Nicolás German Puentes    | 6-1, 6-4         |         |
| 4.                                   | 1 oktober 2000   | Biella      | Gravel     | Martín García   | Simon Aspelin Fredrik Bergh       | 6-2, 4-6, 6-4    |         |
| 5.                                   | 15 juni 2008     | Sofia       | Gravel     | Franco Ferreiro | Lazar Magdincev Pedrag Rusevski   | 6-3, 1-6, [10-3] |         |

## Prestatietabel
| Legenda | Legenda                          |
| ------- | -------------------------------- |
| g.t.    | geen toernooi gehouden           |
| l.c.    | lagere categorie                 |
| –       | niet deelgenomen                 |
| G       | uitgeschakeld in de groepsfase   |
| 1R      | uitgeschakeld in de eerste ronde |
| 2R      | uitgeschakeld in de tweede ronde |
| 3R      | uitgeschakeld in de derde ronde  |
| 4R      | uitgeschakeld in de vierde ronde |
| KF      | uitgeschakeld in de kwartfinale  |
| HF      | uitgeschakeld in de halve finale |
| F       | de finale verloren               |
| W       | het toernooi gewonnen            |
| w-v     | winst/verlies-balans             |

### Prestatietabel grand slam, enkelspel
| Toernooi        | 1998 | 1999 | 2000 | 2001 | 2002 | 2003 | 2005 |
| --------------- | ---- | ---- | ---- | ---- | ---- | ---- | ---- |
| Australian Open | –    | 2R   | 1R   | –    | –    | 1R   | –    |
| Roland Garros   | –    | 2R   | 3R   | 2R   | 2R   | 2R   | F    |
| Wimbledon       | 1R   | –    | –    | 1R   | –    | 1R   | 1R   |
| US Open         | 1R   | 2R   | 1R   | –    | –    | 1R   | 2R   |

### Prestatietabel grand slam, dubbelspel
| Toernooi        | 1998 | 1999 | 2000 | 2001 | 2002 | 2003 | 2005 |
| --------------- | ---- | ---- | ---- | ---- | ---- | ---- | ---- |
| Australian Open | –    | 1R   | 1R   | –    | –    | 1R   | –    |
| Roland Garros   | 1R   | 2R   | –    | –    | –    | –    | 1R   |
| Wimbledon       | –    | –    | –    | –    | –    | –    | 1R   |
| US Open         | 1R   | –    | –    | –    | –    | 1R   | 1R   |